# ميرزا حسن
ميرزا حسن (بالفارسية: میرزاحسن) هي قرية تقع في قسم بيزكي الريفي (مقاطعة تشناران) في إيران. يقدر عدد سكانها بـ 0 نسمة بحسب إحصاء 2016.